# Alien: Blackout
Alien: Blackout — мобильная игра в жанре survival horror, разработанная студиями FoxNext Games, D3 Go! и Rival Games. Релиз игры состоялся 29 января 2019 года на устройствах под управлением iOS и Android. Проект является вольным продолжением компьютерной игры Alien: Isolation. 31 октября 2023 года разработка и поддержка Alien: Blackout были прекращены, в результате чего она стала недоступна для загрузки в App Store, Google Play и Amazon Appstore. Однако для тех, кто приобрёл игру до этой даты, она осталась доступной.

## Игровой процесс
Игровой процесс игры был вдохновлён эпизодом из фильма «Чужой: Завет», в котором Дэвид, герой Майкла Фассбендера, закрывает двери, чтобы загнать ксеноморфа в помещение ангара в финальной части фильма.
Игровой процесс Alien: Blackout напоминает механику Five Nights at Freddy’s. Игрок управляет окружением игры с помощью голографической панели, которая также может направлять членов экипажа. Если ксеноморф обнаружит игрока и начнёт приближаться к нему, комнату можно заблокировать, отключив питание на станции. Непредсказуемый ксеноморф будет реагировать на любые изменения в обстановке: на открытие и закрытие дверей, а также на шум, создаваемый членами экипажа.

## Сюжет
Действие разворачивается между событиями Alien: Isolation и фильма «Чужие» 1986 года. Аманду, главную героиню игры Alien: Isolation, находят в открытом космосе без сознания. Её спасает корабль, который принадлежит научно-исследовательской станции «Мендель», также принадлежащей компании Weyland-Yutani Corporation. Аманду привозят на «Мендель» и погружают в гиперсон. Когда она приходит в себя, то обнаруживает, что весь персонал станции убит Чужим. Хотя сюжет не раскрывает, чем именно занимались на станции, Аманда упоминает, что Чужой родился уже на «Менделе». Она находит безопасное место в системе воздуховодов станции, где прячется от Чужого.
Через некоторое время к станции причаливает корабль «Халдин» для ремонта. С помощью камер видеонаблюдения Аманда направляет экипаж «Халдина» в разные точки станции, чтобы они помогли ей уничтожить станцию и добраться до их корабля, и попутно помогает им избежать встречи с Чужим. В финале Аманда улетает на «Халдине», параллельно сообщая, что «Мендель» уничтожен, а «Халдин» взял курс на колонию на планете KOI-125-01, откуда Аманда отправится на Землю.

## Отзывы критиков
| Сводный рейтинг    | Сводный рейтинг |
| Агрегатор          | Оценка          |
| ------------------ | --------------- |
| Metacritic         | 68/100          |
| Иноязычные издания |                 |
| Издание            | Оценка          |
| IGN                | 6,3/10          |
| Jeuxvideo.com      | 9/20            |
| TouchArcade        | [ 9 ]           |
| VentureBeat        | 95/100          |

Alien: Blackout получила «cмешанные или средние» отзывы после выхода, согласно агрегатору рецензий Metacritic.
Рецензент журнала Polygon Эндрю Хейворд назвал игру достаточно интересной в плане игровой механики, но в целом излишне однообразной.